# Wybory do Parlamentu Europejskiego w Szwecji w 2014 roku
Wybory do Parlamentu Europejskiego VIII kadencji w Szwecji zostały przeprowadzone 25 maja 2014. W ich wyniku wybranych zostało 20 europarlamentarzystów. Uprawnionych do głosowania było 7 088 303 osób. Frekwencja wyniosła 51,07% i była jedną z najwyższych w Europie w trakcie wyborów europejskich w 2014.

## Wyniki wyborów
| Lista wyborcza                                 | Głosy     | %     | Mandaty | Zmiana |
| ---------------------------------------------- | --------- | ----- | ------- | ------ |
| Szwedzka Socjaldemokratyczna Partia Robotnicza | 899 074   | 24,19 | 5       | 1      |
| Partia Zielonych                               | 572 591   | 15,41 | 4       | 2      |
| Umiarkowana Partia Koalicyjna                  | 507 488   | 13,65 | 3       | 1      |
| Ludowa Partia Liberałów                        | 368 514   | 9,91  | 2       | 1      |
| Szwedzcy Demokraci                             | 359 248   | 9,67  | 2       | 2      |
| Partia Centrum                                 | 241 101   | 6,49  | 1       | –      |
| Partia Lewicy                                  | 234 272   | 6,30  | 1       | –      |
| Chrześcijańscy Demokraci                       | 220 574   | 5,93  | 1       | –      |
| Inicjatywa Feministyczna                       | 224 005   | 5,49  | 1       | 1      |
| Partia Piratów                                 | 82 763    | 2,23  | 0       | 2      |
| Inne partie i kandydaci                        | 27 148    | 0,73  | –       | –      |
| Razem                                          | 3 758 951 | 100   | 20      | –      |